# Herrenhaus Alt Plestlin

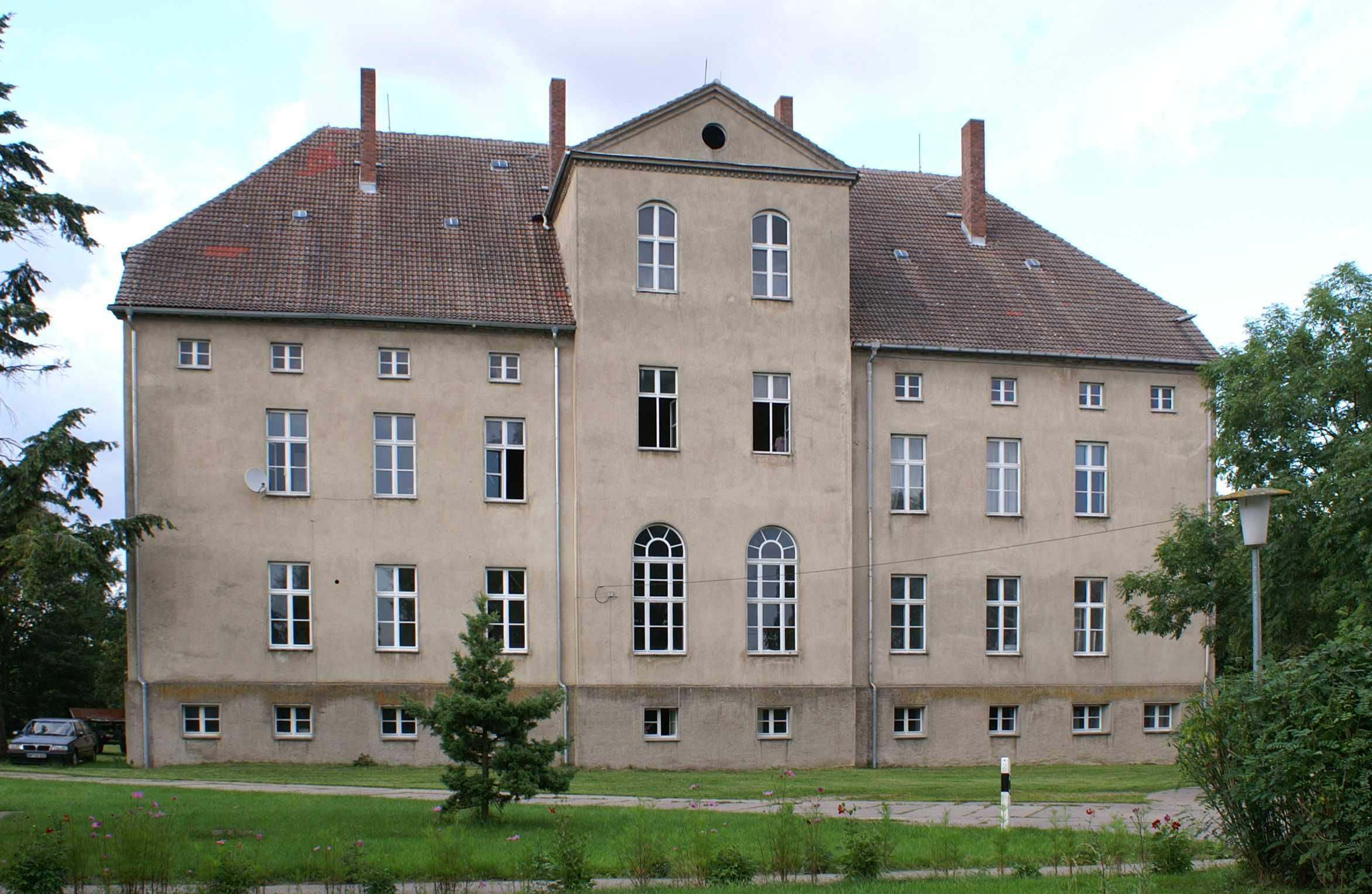
Herrenhaus Alt Plestlin

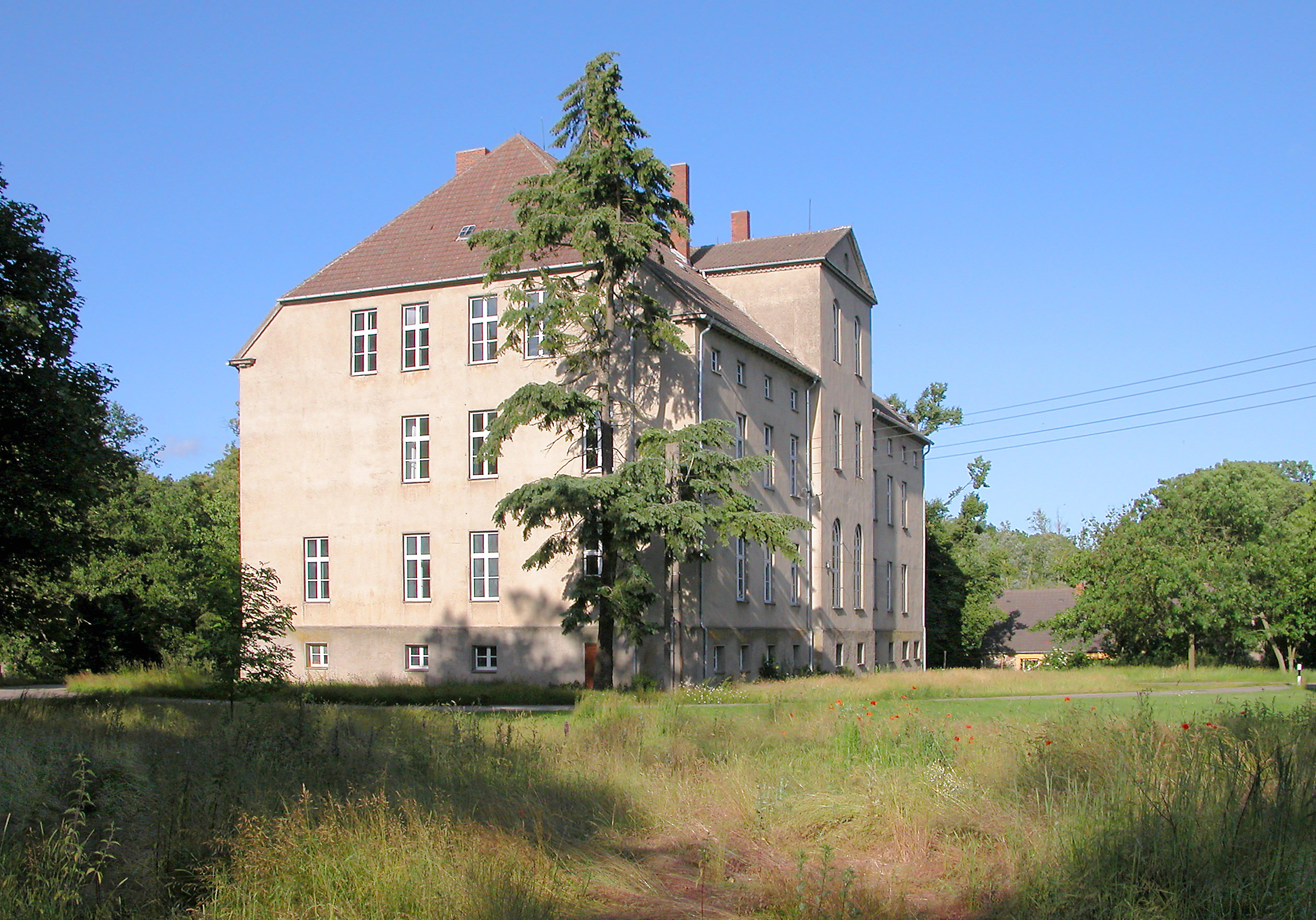
Herrenhaus Alt Plestlin 2006

Das Herrenhaus Alt Plestlin befindet sich im gleichnamigen Ortsteil der Gemeinde Bentzin im Landkreis Vorpommern-Greifswald am Südrand des Peenetals.

## Geschichte
Das Gut Plestlin geht auf einen im 13. Jahrhundert erstmals erwähnten ritterschaftlichen Besitz zurück. Während des 16. und der ersten Hälfte des 17. Jahrhunderts befand es sich im Besitz der adligen Familie Suckow, denen auch Jagetzow gehörte. Am 5. März 1504 belehnte Herzog Bogislaw X. die Brüder Clawes, Ertwann, Thomas, Hermann, Dietrich und Gerth Suckow mit den Gütern Plestlin und Gawetzow (Jagetzow). Am 14. April 1561 erhielt Henning Suckow zu Plestlin die Belehnung und am 27. Januar 1602 wurden Dietrich, Claus und Thomas Suckow belehnt. Letzter Besitzer aus der Familie Sukow war Joachim, der um 1660 starb.
In der Schwedenzeit gelangte das Gut in den Besitz der 1650 in den schwedischen Adelsstand erhobenen Freiherrn von Keffenbrink. Am 3. November 1652 erteilte Königin Christina von Schweden dem Andreas Axelsson Keffenbrink, Assessor am Hofgericht zu Greifswald, die Anwartschaft auf das Lehngut Plestlin, welches sich noch im Besitz des Joachim Suckow befand. Das Besitztum begann nach Überlieferungen im Jahre 1665. In der Mitte des 19. Jahrhunderts ließen diese das Herrenhaus in Alt Plestlin bauen. Nach dem Aussterben der freiherrlichen Linie 1910 wurde der Besitz dem Fideikommiss der Grafen von Keffenbrink auf Griebenow angeschlossen. Nach dem Tode von Siegfried Graf von Keffenbrink-Griebenow 1920 kam das Gut durch Erbschaft an die Freiherren von Langen, die sich hier seit 1922 von Langen-Keffenbrinck nannten. Erbe wurde der Politiker und Jurist Friedrich Ernst von Langen (1860–1935), seit 1922 Freiherr von Langen-Keffenbrinck. Nach dem 1939 letztmals amtlich publizierten Landwirtschaftlichen Adressbuch für die Provinz Pommern betrug die Größe des Rittergutes 717 ha. 1945 wurde der letzte adlige Besitzer, der zweite Sohn des Eigentümers, Hans-Wolfgang Freiherr von Langen-Keffenbrinck (1904–1986), enteignet. Freiherr von Langen war wie sein Vater Jurist und dann am Bundesrechnungshof tätig, lebte zuletzt in Bonn. Der ältere Sohn Friedrich Carl Freiherr von Langen-Keffenbrinck  (1899–1961) auf Schloss Griebenow agierte zeitweise als Pächter von Alt Plestin.
Nach dem Zweiten Weltkrieg wurden im Herrenhaus Flüchtlinge untergebracht. Noch heute befinden sich im Gebäude Wohnungen.

## Anlage
Das Herrenhaus Alt Plestlin liegt sich nordöstlich etwas abseits des Dorfes unmittelbar an der Niederung des Peenetals. Das um 1850 auf den Fundamenten eines älteren Gebäudes errichtete zweigeschossige Gebäude mit Souterrain  und Krüppelwalmdach ist, besonders in der vegetationsarmen Jahreszeit, von der Peene aus sichtbar. Der im  spätklassizistischen Stil errichtete Putzbau besitzt auf der Hof- und der Parkseite dreigeschossige Mittelrisalite. Die ursprünglich vorhandenen Pilaster fehlen heute ebenso wie ein Altan mit schmiedeeisernem Gitter, der sich an der Parkseite befand. Der Festsaal im Inneren besitzt noch eine feingegliederte Stuckdecke aus der Bauzeit.
Vom Gutshof sind noch mehrere Wirtschaftsgebäude aus gebrochenem Feldstein vorhanden, die aber nur noch teilweise für die Landwirtschaft genutzt werden. Zu DDR-Zeiten erfolgte in unmittelbarer Nähe des Herrenhauses der Neubau eines dreigeschossigen Mehrfamilienhauses; dieses wurde 2009 wieder abgerissen.
Im 19. Jahrhundert wurde nördlich des Gutshofes ein englischer Landschaftspark angelegt, der bis ins Niederungsgebiet der Peene reicht. Im Park befindet sich eine mächtige Stieleiche, die als Naturdenkmal eingestuft wurde. Westlich des Hauses wurde ein Gedenkstein für das Pferd Hanko des Olympiasiegers Carl-Friedrich von Langen aufgestellt. Seine Witwe, die zweite Ehefrau, Marie Louise, geborene von Prollius (1897–1968), wohnte mehrere Jahre in Alt Plestlin. Sie hatte 1937 in Berlin den genannten Vetter Friedrich Carl Freiherr von Langen-Keffenbrinck geheiratet.

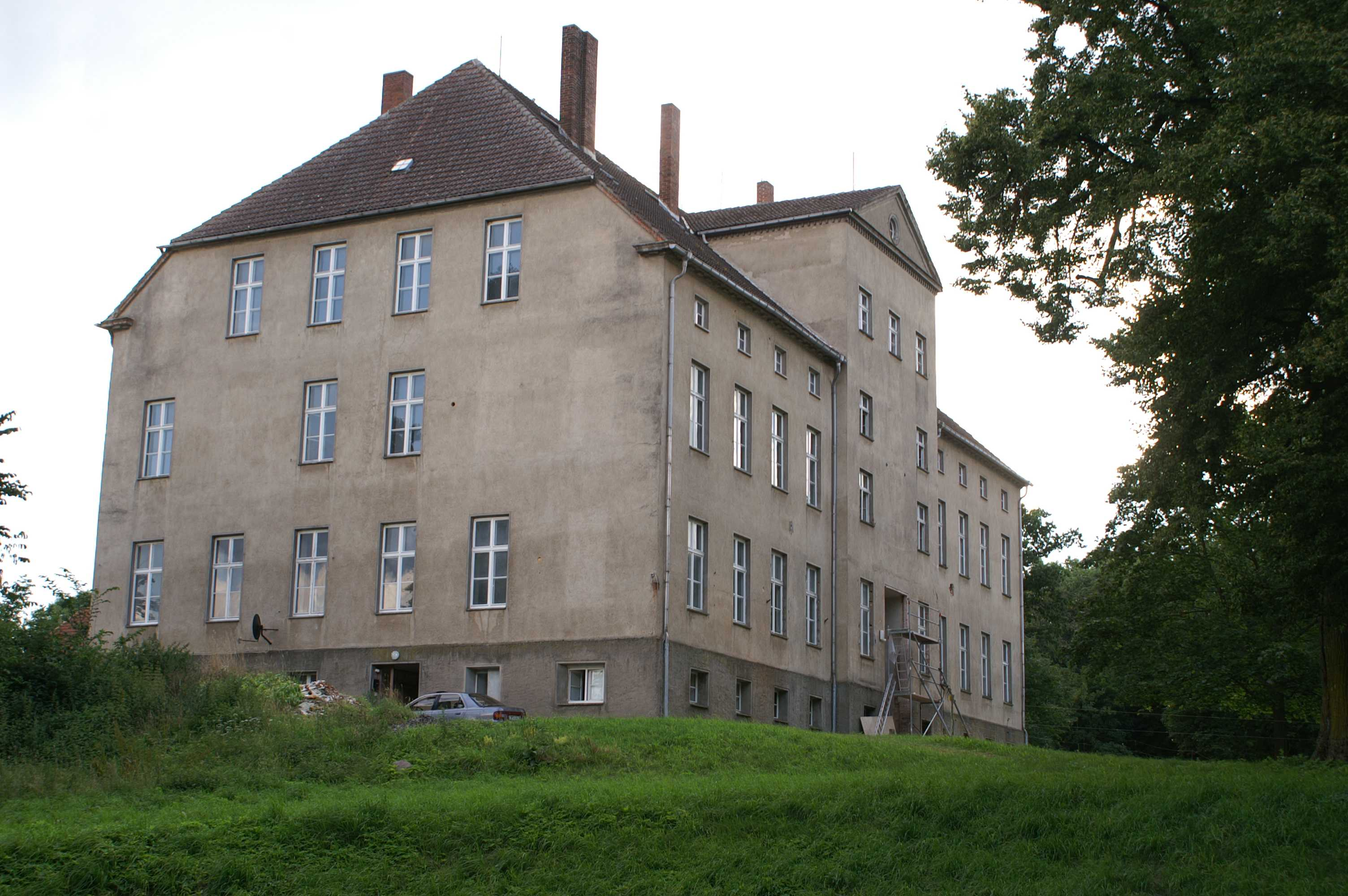
Ostgiebel
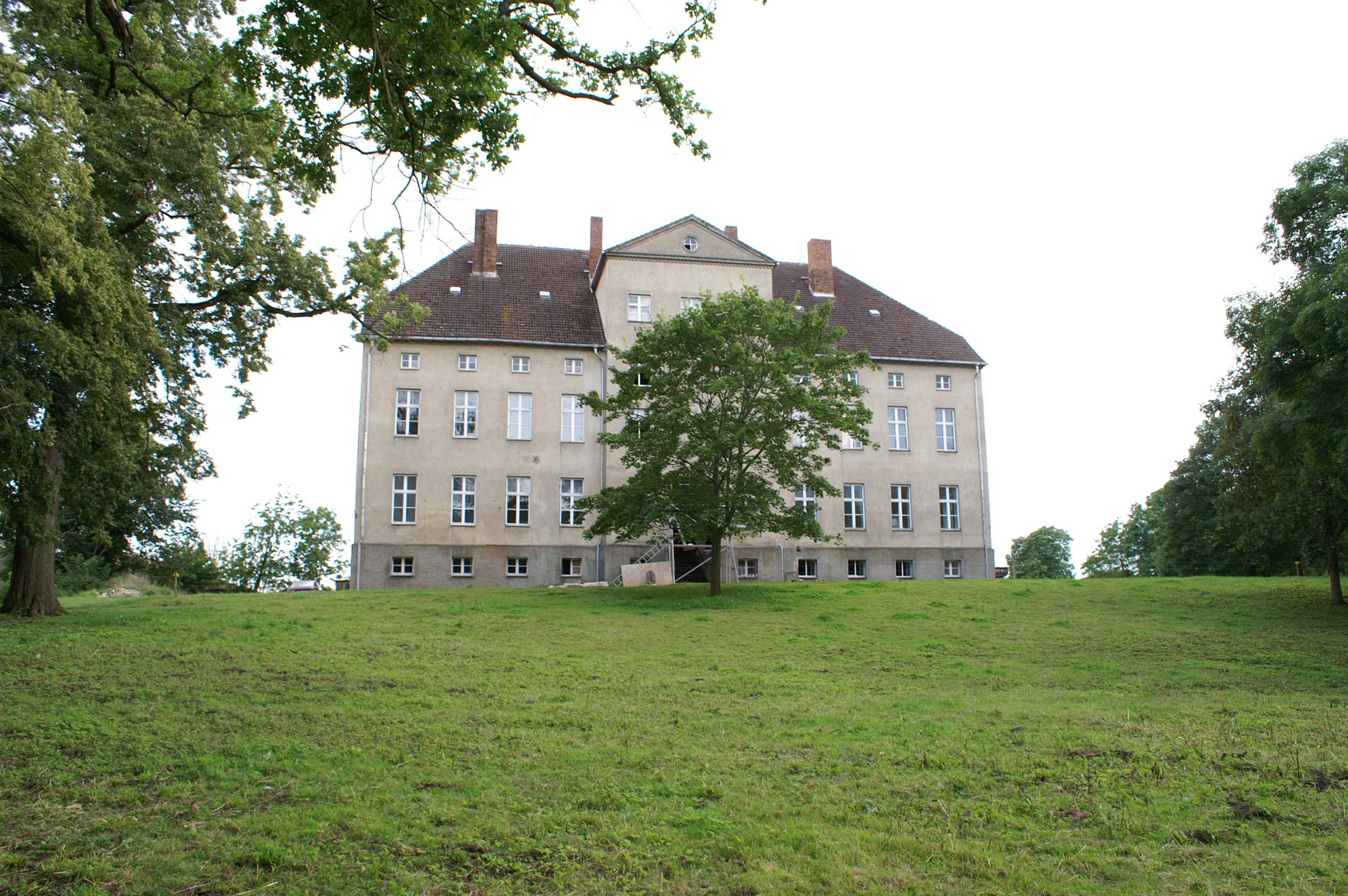
Parkseite (Norden)
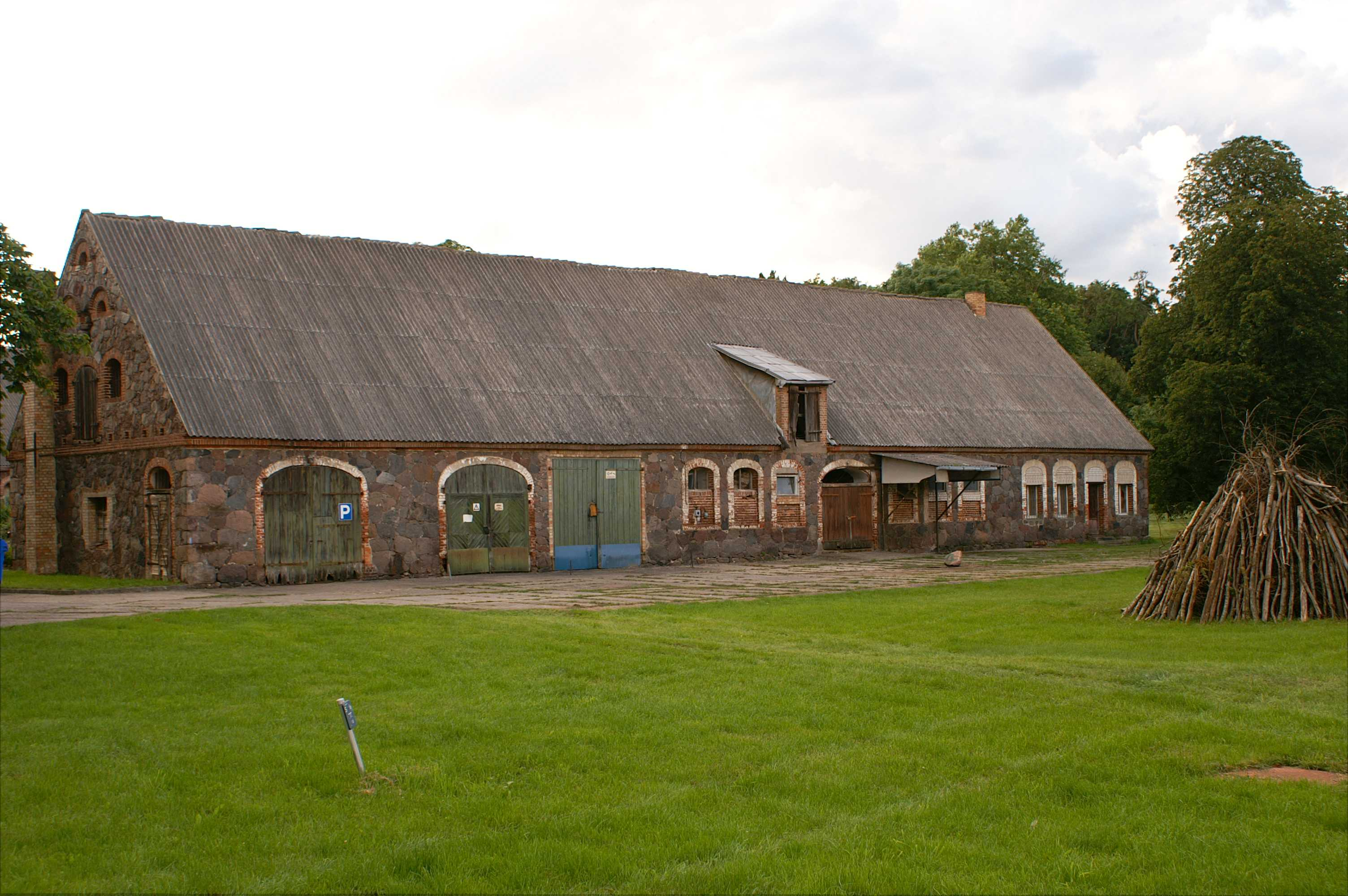
Stallgebäude
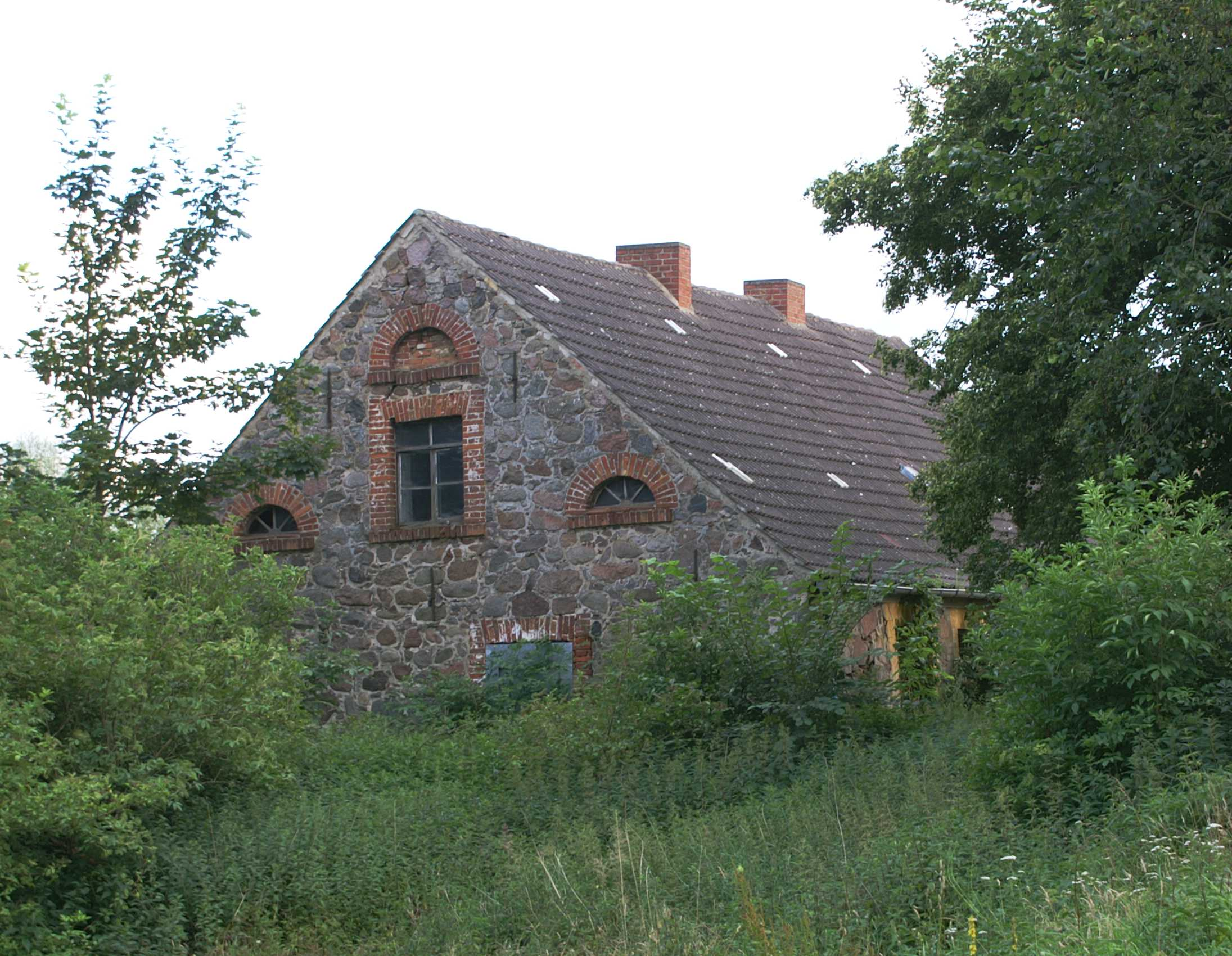
Ehemaliges Verwalterhaus
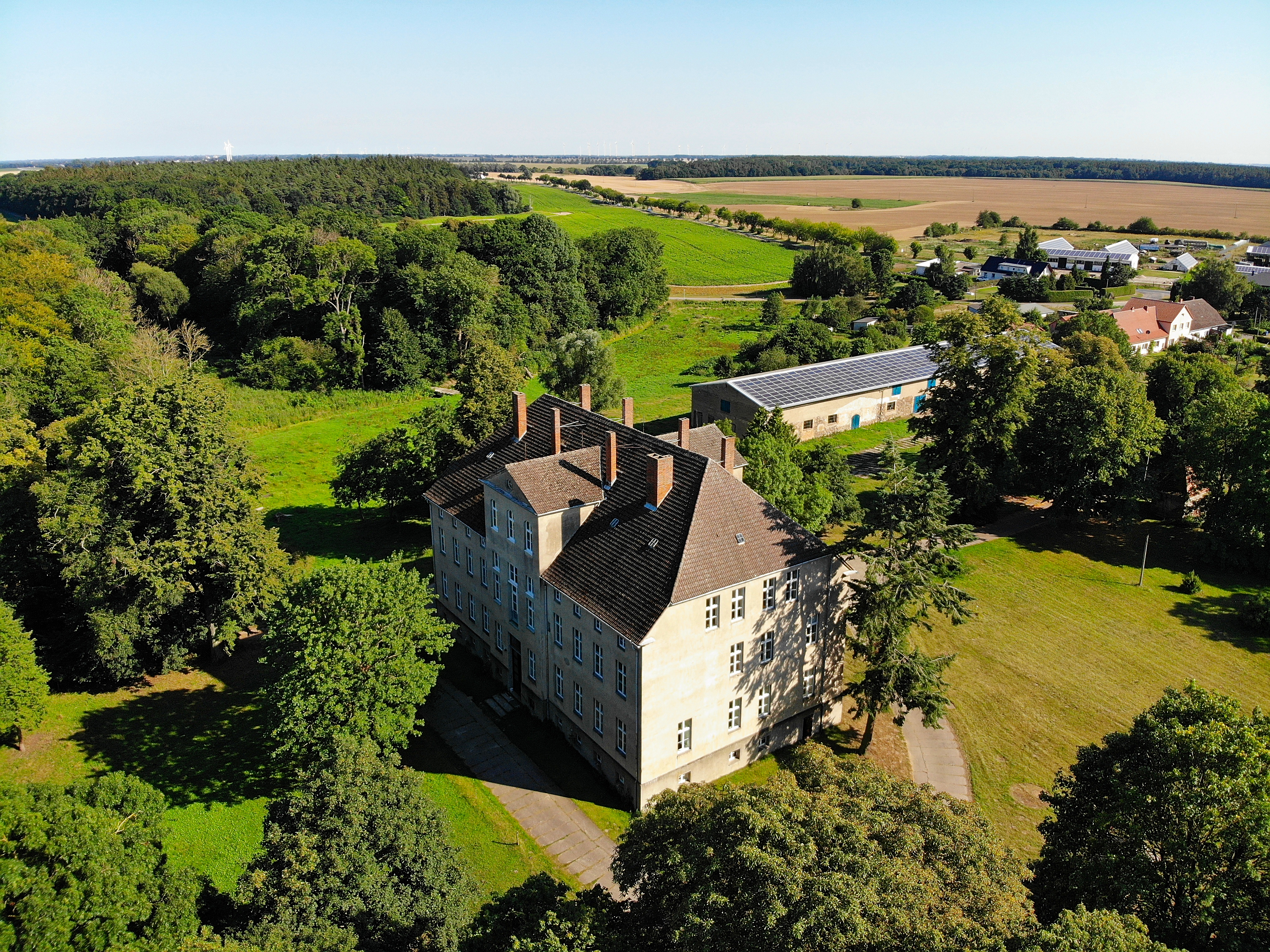
Luftaufnahme (2020)